# 節制 (塔羅牌)

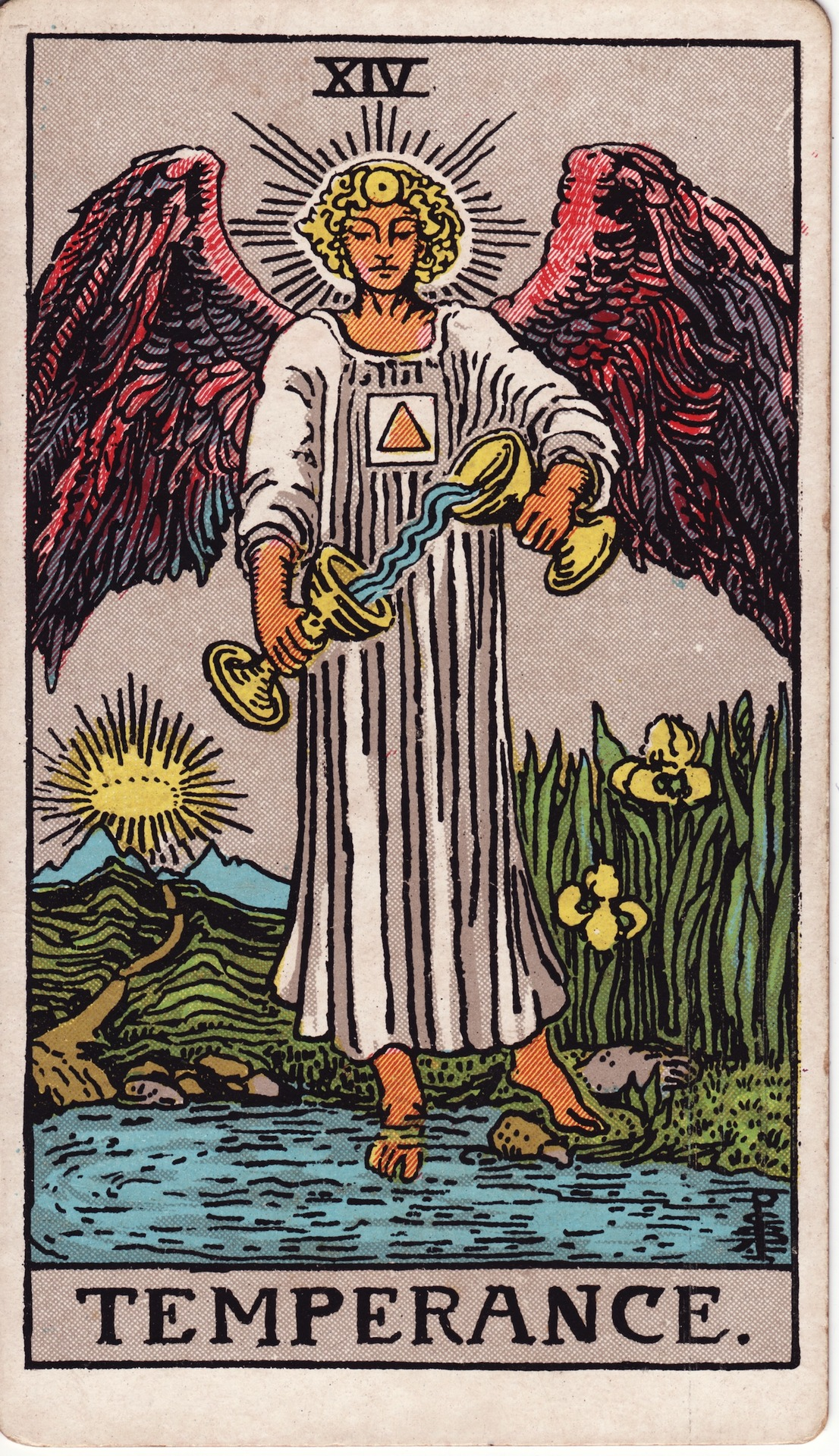
萊德·偉特塔羅牌的节制（XIV）

节制（XIV）是塔罗牌中22张大阿爾克那牌之一，通常编号为14。它代表节制美德的人物形象。与正义和力量一样，是传统塔罗牌中被赋予自己牌面的三种美德之一。常用于游戏和占卜中。

## 人物身份
节制的人物形象是将一个杯子里的液体倒进另一个杯子。尽管存在其他解释，这个人物通常被称为节制美德或天使。保罗·胡森特别指出，这个人物曾经代表为宙斯的酒巡人伽倪墨得斯。不过这个人物也可能是女神伊里斯或大天使米迦勒。前者的解释得到了支持，因为彩虹经常被添加在她的头顶上，而且在萊德·偉特塔羅牌版本的牌面上描绘的花朵是鸢尾花。

## 牌面
节制（義大利語：  La Temperanza）出现在最古老的意大利牌组中，编号为VI或VII。在马赛塔罗牌和大多数现代牌组中，这张牌的编号为XIV。在托特塔羅牌和受其影响的牌组中，这张牌被称为艺术而不是节制。 

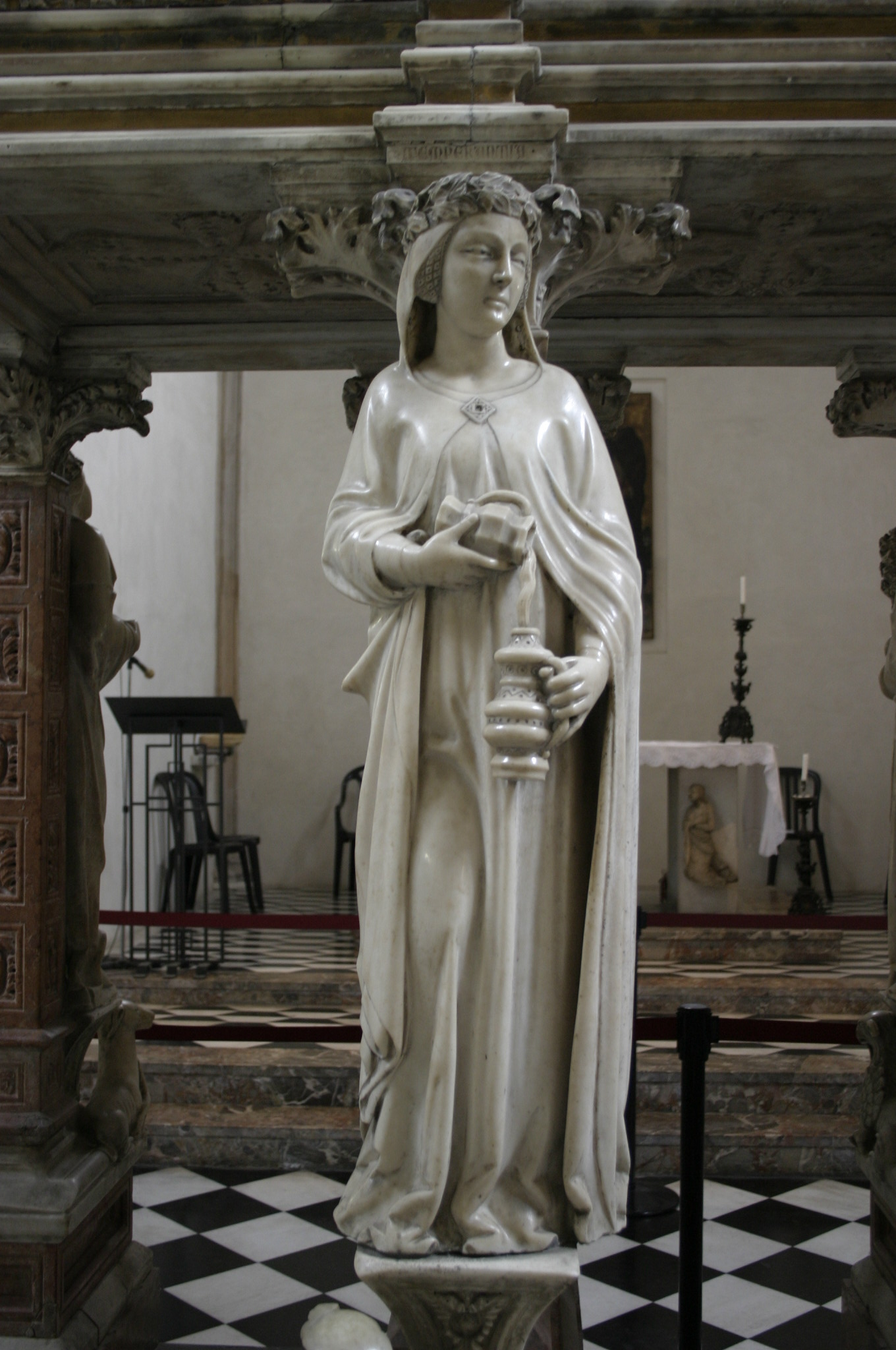
在欧洲图像学中，将水与葡萄酒混合的女人是节制的标准託寓。这座雕像是维罗纳的圣伯铎之墓的一部分。

节制几乎总是被描述成一个人将液体从一个容器倒入另一个容器。在历史中这是枢德之一节制美德的标准象征，代表着将葡萄酒稀释为水的行为。在许多牌组中，这个人是一位有翅膀的天使，通常是女性或雌雄同体，一只脚站在水上，一只脚站在陆地上。
在卡片左下方路径的尽头，有一个王冠，表示实现或掌握目标的象征。
在帕美拉·科嫚·史密斯绘制的萊德·偉特牌组图像（本页所示）中，希伯来四字神名位于天使胸前的正方形和三角形上方。在衍生的塔罗牌组中，通常不包含该元素。
根据愛德華·偉特1910年出版的《塔羅牌的圖畫鑰匙》，节制牌与以下内容相关联：
正位牌義
节约、克制、节俭、管理、适应。
逆位牌義
与教堂、宗教、派别、神职人员有关的事物，有时甚至包括与提问者结婚的牧师；还可能表示分裂、不幸组合、竞争利益。

## 文化影响
在漫画《JoJo的奇妙冒险 星尘斗士》中，角色能力（也称为“替身”）以塔罗牌命名。节制的“替身”属于次要反派角色拉伐索爾。